# Aartsbisdom Vitória da Conquista

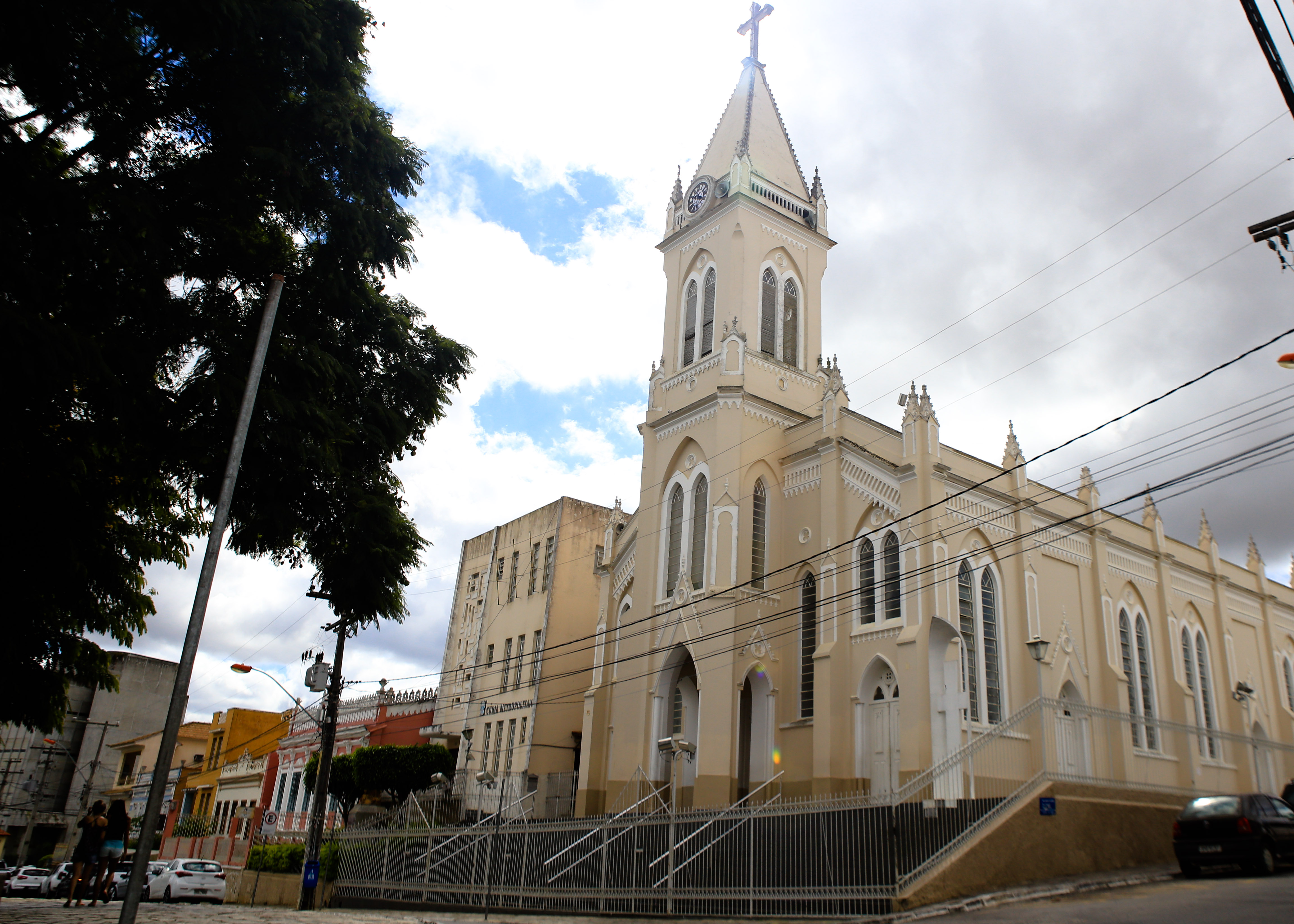
Kathedraal van Vitória da Conquista

Het aartsbisdom Vitória da Conquista (Latijn: Archidioecesis Victoriensis de Conquista; Portugees: Arquidiocese de Vitória da Conquista) is een in Brazilië gelegen rooms-katholiek aartsbisdom met zetel in de stad Vitória da Conquista in de staat Bahia. De aartsbisschop van Vitória da Conquista is metropoliet van de kerkprovincie Vitória da Conquista waartoe ook de volgende suffragane bisdommen behoren:
- Bisdom Bom Jesus da Lapa
- Bisdom Caetité
- Bisdom Jequié
- Bisdom Livramento de Nossa Senhora

## Geschiedenis
Op 27 juli 1957 werd door paus Pius XII het bisdom Vitória da Conquista opgericht uit gebiedsdelen van het bisdom Amargosa. Het werd suffragaan aan het aartsbisdom São Salvador da Bahia. Op 16 januari 2002 werd het bisdom door paus Johannes Paulus II verheven tot aartsbisdom.

## Bisschoppen van Vitória da Conquista

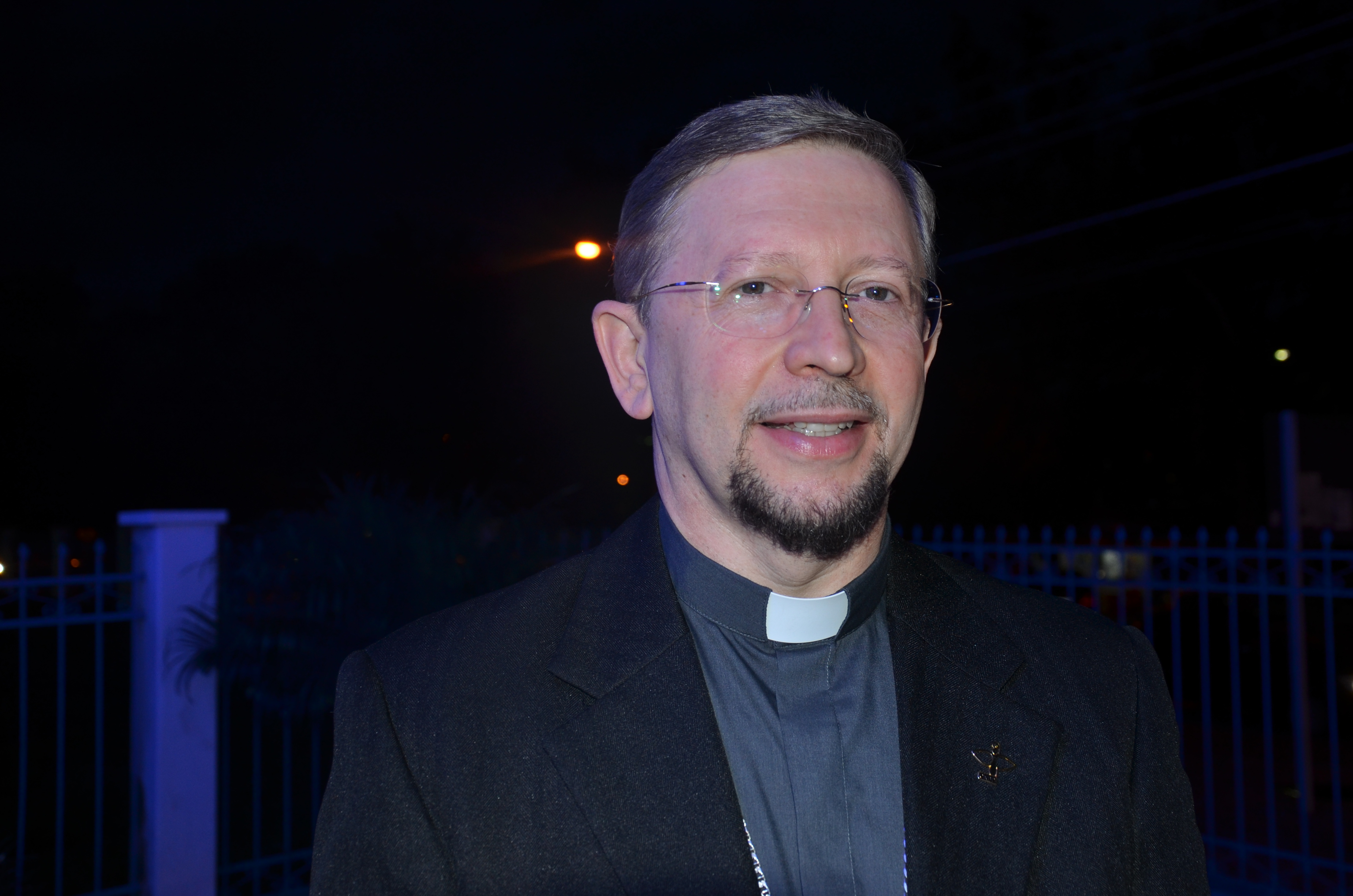
Aartsbisschop Luis Gonzaga Silva Pepeu

### Bisschoppen
- 1958–1962: Jackson Berenguer Prado (vervolgens bisschop van Feira de Santana)
- 1962–1981: Climério Almeida de Andrade
- 1981–2001: Celso José Pinto da Silva (vanaf 2001 aartsbisschop)

### Aartsbisschoppen
- 1981–2001: Celso José Pinto da Silva (tot 2001 bisschop, later aartsbisschop van Teresina)
- 2002–2007: Geraldo Lyrio Rocha (later aartsbisschop van Mariana)
- 2008-2019: Luis Gonzaga Silva Pepeu OFMCap
- 2019-heden: Josafá Menezes da Silva